# Oki-daitō
Oki-daitō (jap. 沖大東島, -jima/-shima, wörtlich: „abgelegene Daitō-Insel“, früher: Rasa, ラサ島, Rasa-tō) ist die südlichste Insel der japanischen Daitō-Inseln in der Philippinensee. Administrativ gehört die Insel zur Gemeinde Kitadaitō der Präfektur Okinawa.

## Geographie
Die unbewohnte Insel liegt vergleichsweise isoliert rund 150 km südlich von Minami-daitō, der größten Insel der Inselgruppe sowie 160 km südlich von Kita-daitō, von der aus sie verwaltet wird. Von Naha auf Okinawa, dem Sitz der Präfektur, ist sie 408 km entfernt. Wie alle Daitō-Inseln ist auch Oki-daitō ein gehobenes Atoll mit einer steilen Kliffküste aus Kalkstein – dem ehemaligen Saumriff des Atolls – sowie einer tiefer liegenden Ebene – der ehemaligen Lagune – im Inneren der Insel. Oki-daitō ist annähernd dreieckig geformt mit einem Umfang von etwa 4,5 Kilometer und weist eine Fläche von 1,15 km² auf. Die von einem Korallenriff umgebene Insel erreicht an der Küste eine Höhe von bis zu 33 m über dem Meer.

## Geschichte
Möglicherweise wurde die Insel bereits am 8. Mai 1643 von den Niederländern Maarten Gerritszoon Vries und Hendrik Corneliszoon Schaep im Rahmen einer Expedition entdeckt und Breskens Eylant getauft. Trotz falscher Koordinaten gilt eine Sichtung des britischen Kapitäns John Meares vom 5. April 1788, der die Inseln Grampus Isles taufte, als gesichert. 1815 wurde die Insel von Seeleuten der der spanischen Fregatte San Fernando de Magallanes wiederentdeckt. Sie wurde Isla Rasa getauft und ihre Position wurde korrekt bestimmt. 1900 erhob erstmal Japan seinen Anspruch auf die Insel und ließ intensiv Guano von der eigens dazu gegründeten Rasa-tō Rinkō K.K. (ラサ島燐礦株式會社, heute: Rasa Kōgyō K.K.) abbauen. In dieser Zeit, von 1911 bis 1945, war Oki-daitō von bis zu 2000 Menschen bewohnt; eine Siedlung befand sich im Westen der Insel. Nach dem Zweiten Weltkrieg wurde die Insel von der United States Navy als Schießplatz verwendet.